# Saison 17 de Naruto Shippuden
Pour un article plus général, voir Liste des épisodes de Naruto Shippuden.
Chronologie
Saison 16 de Naruto Shippuden Saison 18 de Naruto Shippuden

## Légende des tableaux
|  | Épisodes adaptés (sans couleur d'arrière plan) |

|  | Épisodes filler (hors manga) |

Légende : Les épisodes fillers (épisodes hors série exclusifs à l'animé qui ne sont pas dans les mangas) sont surlignés en couleur.

## Saison 17
Diffusée sur TV Tokyo depuis le 2 avril 2015, elle contient 26 épisodes.
| No | Titre français                          | Titre japonais           | Titre japonais                                                                            | Date de 1re diffusion |
| No | Titre français                          | Kanji                    | Rōmaji                                                                                    | Date de 1re diffusion |
| --- | --------------------------------------- | ------------------------ | ----------------------------------------------------------------------------------------- | --------------------- |
| 406 | Ma Place en ce Monde                    | 自分の居場所             | Jibun no ibasho (Son propre foyer)                                                        | 2 avril 2015          |
| Ino, Chôji et Sakura sont en route pour rechercher des parchemins du ciel et de la terre. Sur le chemin, ils croisent un scorpion géant que Sakura parvient à vaincre d'un puissant coup de poing, mais elle se blesse la main. Ino se charge de soigner sa blessure et se remémore leur période de jeunesse. |                                         |                          |                                                                                           |                       |
| 407 | Les Arcanes du Clan Yamanaka            | 山中一族・秘伝忍術       | Yamanaka ichizoku - Hiden ninjutsu (Clan Yamanaka : Technique secrète)                    | 9 avril 2015          |
| Ino, Chôji et Sakura manquent d’eau, et se retrouvent confrontés à une équipe de Suna pour avoir accès à une oasis. |                                         |                          |                                                                                           |                       |
| 408 | Le Maléfice de la marionnette           | 呪いの人形               | Noroi no ningyō (La poupée vaudou)                                                        | 16 avril 2015         |
| 409 | Derrière deux dos                       | 二人の背中               | Futari no senaka (Les dos des deux personnes)                                             | 23 avril 2015         |
| 410 | Le Complot                              | 動き出した陰謀           | Ugokidashita inbō (La conspiration se met en branle)                                      | 30 avril 2015         |
| Deux personnages de Suna fomentent un complot pour attirer Gaara à l’écart dans le désert ; ils empêchent la détection d’une tempête de sable qui piège tous les participants de la 2e épreuve. Les secours se mettent en place et Gaara, malgré les instructions de son frère et sa sœur part lui-même secourir quelques équipes. Il est alors confronté à un de ses ennemis qui active une technique pour extraire Shukaku. |                                         |                          |                                                                                           |                       |
| 411 | La Traque du Démon à Queues             | 狙われた尾獣             | Nerawareta bijū (Le démon à queues est pris pour cible)                                   | 7 mai 2015            |
| Gaara et Fû sont pris au piège par Hoichi, qui a étudié la science de Bunpuku. Leurs démons sont extraits de leurs corps petit à petit. |                                         |                          |                                                                                           |                       |
| 412 | La décision de Neji                     | ネジの判断               | Neji no handan (La décision de Neji)                                                      | 14 mai 2015           |
| L’équipe Gaï vient au secours de Gaara et Fû. |                                         |                          |                                                                                           |                       |
| 413 | Passage de flambeau                     | 未来に託す思い           | Mirai ni takusu omoi (Confier ses espoirs à l’avenir)                                     | 21 mai 2015           |
| La plupart des genin de Konoha sont promus au rang de chūnin. Neji, de par ses prouesses à l'examen, est même promu au rang de jōnin. Note : Cet épisode clôt l'arc filler des traces de Naruto « Les Chemins des amis ». |                                         |                          |                                                                                           |                       |
| 414 | Quand vient la mort                     | 死の際                   | Shi no Kiwa (La frontière de la mort)                                                     | 28 mai 2015           |
| [Chapitres 663-664] — Suite du combat final de la 4e Grande Guerre Ninja. Naruto, à qui Kyûbi a été retiré, et Sasuke, transpercé par Madara avec sa propre épée, sont à l’article de la mort. Gaara transporte avec son sable le corps de Naruto, accompagné de Sakura, qui le maintient en vie en direction de Minato, pour que celui-ci scelle sa moitié du Kyûbi dans son fils pour le sauver. Pendant ce temps, Madara absorbe la statue du grand démon hérésiarque contenant les 9 démons à queue, et acquiert la puissance du Sage des six chemins. Au moment de sauver Naruto, le Zetsu Noir s'empare par surprise de la dernière moitié du Kyûbi de Minato. À ce moment, Madara arrive juste à côté d'eux, et s'apprête à s'emparer du Rinnegan restant d'Obito. Note : Cet épisode débute l’arc du combat contre Madara (2e partie). |                                         |                          |                                                                                           |                       |
| 415 | Les Deux Kaléidoscopes                  | 二つの万華鏡             | Futatsu no mangekyō (Deux Kaléidoscopes hypnotiques)                                      | 4 juin 2015           |
| [Chapitres 665-666] — Obito, toujours gêné par le Zetsu Noir sur la moitié de son corps, a un sursaut d'énergie et feint de retourner du côté de Madara, alors que Kakashi et Minato attaquent sans succès ce dernier. Entré dans sa période de rédemption et ayant cessé de fuir, au lieu de serrer la main de son ancien maître, Obito rentre son bras dans le corps de Madara pour lui subtiliser une petite partie du chakra des démons à queue. Il se protège des attaques de Madara par son Kamui, et décide d'allier le pouvoir de son Sharingan droit avec celui de Kakashi pour transférer le chakra de Kyûbi possédé par Zetsu noir dans le corps de Naruto, à l'intérieur de la bulle dimensionnelle de son Kamui. |                                         |                          |                                                                                           |                       |
| 416 | Les débuts de l’unité Minato            | i結成・ミナト班          | Kessei: Minato Han (La formation de l'équipe Minato)                                      | 11 juin 2015          |
| Flashback sur la jeunesse d'Obito, Lin et Kakashi. Après la mort de son père, Kakashi devient davantage froid et obsédé par la réussite de la mission, même si c'est au détriment des compagnons d'équipe. Le 3e Hokage s'en rend compte et souhaite le mettre dans une équipe de Genin, avec Minato comme leader. Obito s'en rend également compte et, pour se rapprocher de Kakashi, s'entraîne alors encore davantage. Une nouvelle fois en retard après la cérémonie de remise des diplômes de l'académie ninja, Lin remet cérémoniellement le diplôme à Obito. Ils se retrouvent tous deux dans la même équipe que Kakashi, et Minato est choisi comme leur mentor. Leurs premières missions de rang D, comme retrouver un chat, sont réussies par Obito, grâce à un réseau d'information en raison du fait qu'il sauve ou aide les grands-pères et grand-mères quotidiennement, ce qui le met toujours en retard. Il est déterminé à battre Kakashi sur le nombre de missions réussies. Leur première mission de rang C avec Minato, qui consiste à protéger quelques ninjas d'un pays voisin, ne se passe pas comme prévu, puisqu'ils sont attaqués par de nombreux assaillants. Minato et Obito se séparent du groupe pour faire l'appât. Deux clients ninjas sont en réalité des traîtres et s'apprêtent à s'en prendre à Kakashi et à Lin |                                         |                          |                                                                                           |                       |
| 417 | Soutien                                 | お前はバックアップだ     | Omae wa bakkuappu da (Tu es mon soutien)                                                  | 25 juin 2015          |
| [Chapitre 666] — Poursuite et Fin du flashback sur la jeunesse de Kakashi et Obito : Obito apprend les circonstances de la mort du père de Kakashi, le Croc Blanc de Konoha. Il comprend alors pourquoi son camarade est si sévère sur les règles, même au détriment des membres de l'équipe. Retour au présent : Les deux anciens coéquipiers unissent leurs Sharingan pour augmenter la vitesse de leur technique Kamui par deux et transporter Obito auprès de Naruto, avant que l’attaque de Madara ne les atteigne. Obito transfère la partie Yin de Kyûbi dans Naruto pour le sauver, tandis que Gaï s’interpose pour sauver Kakashi et engager le combat contre Madara. |                                         |                          |                                                                                           |                       |
| 418 | L'ombrageuse Panthère de Jade VS Madara | 碧き猛獣ＶＳ六道マダラ   | Aoki mōjū tai rikudō Madara (La Panthère de jade contre les six chemins de Madara)        | 2 juillet 2015        |
| [Chapitres 667-668] — Gaï, venu à la rescousse de Kakashi, décide d'affronter Madara mais il remarque l'immense puissance de ce dernier. Il décide alors d'ouvrir la Huitième Porte Céleste, la porte de la Mort, pour pouvoir lui tenir tête. Pendant ce temps, Kabuto, qui s’est libéré de la technique d’Itachi et s’est repenti, décide de ramener Sasuke à la vie. |                                         |                          |                                                                                           |                       |
| 419 | Le Printemps de mon Père                | パパの青春               | Papa no seishun (La jeunesse de papa)                                                     | 9 juillet 2015        |
| [Chapitre 668] — Rétrospective sur l'enfance de Gaï, élevé par son père, Daï. |                                         |                          |                                                                                           |                       |
| 420 | L'ouverture des Verrous Psychiques      | 八門遁甲の陣             | Hachimon tonkō no jin (La formation de l’ouverture des huit portes célestes)              | 23 juillet 2015       |
| [Chapitres 669-670] — Gaï décide de se sacrifier en ouvrant la porte de la mort, dernière des Huit Portes Célestes. Ainsi, il parvient à surprendre Madara en puissance et en rapidité, mais subit rapidement le contrecoup de ses nouvelles attaques. |                                         |                          |                                                                                           |                       |
| 421 | L'ermite Rikudô                         | 六道仙人                 | Rikudō Sennin (Le Sage des six chemins)                                                   | 30 juillet 2015       |
| [Chapitres 671-672] — Naruto et Sasuke, entre la vie et la mort, font la rencontre du Sage des six chemins. Ils apprennent qu'ils sont la dernière incarnation de ses fils Asura et Indra, et reçoivent chacun une partie des pouvoirs du Sage, afin de les aider à contrecarrer les funestes plans de Madara. Pendant ce temps-là, Gaï décide d'en finir avec son attaque ultime, qui a pour résultat de lui briser tous les os de la jambe droite, emportant le bras gauche et une partie du torse de Madara. Cependant, ce dernier se soigne rapidement grâce aux pouvoirs de Hashirama, et s’apprête à achever Gaï, inanimé au sol, et dont le corps commence à se consumer des suites de l’ouverture de la huitième porte. Naruto, ramené à la vie, utilise ses nouveaux pouvoirs pour arrêter le processus et sauver Gaï. |                                         |                          |                                                                                           |                       |
| 422 | L'Héritier                              | 受け継がれるもの         | Uketsuga reru mono (Ce qui est hérité)                                                    | 6 août 2015           |
| Konohamaru supplie Naruto, de retour au village, de lui enseigner une nouvelle technique, tandis que le jeune Sarutobi tente de maîtriser l’Orbe tourbillonnant. |                                         |                          |                                                                                           |                       |
| 423 | Le rival de Naruto                      | ナルトのライバル         | Naruto no raibaru (Le rival de Naruto)                                                    | 6 août 2015           |
| Rétrospective sur l'évolution de la relation entre Konohamaru et Naruto. |                                         |                          |                                                                                           |                       |
| 424 | Debout                                  | 立つ                     | Tatsu (Se mettre debout)                                                                  | 13 août 2015          |
| [Chapitres 673-674] — Naruto, avec ses nouveaux pouvoirs issus du Sage des six chemins, parvient à dominer Madara facilement, et lui ayant infligé un Orbe Shuriken constitué de lave, grâce au chakra de Yonbi, il détruit la moitié de l'arbre Shinju. Cependant, Madara parvient à l’absorber en partie et obtient l'immortalité. Naruto ramène le corps inanimé de Gaï auprès de Lee et de Gaara, et est rejoint par Sasuke, qui possède maintenant un Rinnegan. Ils vont devoir combiner leurs pouvoirs pour combattre Madara. |                                         |                          |                                                                                           |                       |
| 425 | Rêve éternel                            | 無限の夢                 | Mugen no yume (Un rêve sans fin)                                                          | 20 août 2015          |
| [Chapitres 675-676] — Madara Uchiwa s'est emparé du Sharingan de Kakashi pour infiltrer l'espace Kamui, où se trouvent Sakura et Obito, ce dernier ayant demandé à la jeune femme de détruire son Rinnegan pour empêcher Madara de s'en emparer. Juste au moment où celui-ci apparaît pour l’en empêcher, Sakura est éjectée à temps par Obito. Madara a une conversation avec son ancien disciple, au cours duquel il lui avoue être à l'origine de la mort de Lin, ayant tout orchestré pour ranger Obito de son côté, puis il s'empare de la pupille convoitée en lui rendant le Sharingan de Kakashi. |                                         |                          |                                                                                           |                       |
| 426 | Les Arcanes Lunaires Infinis            | 無限月読                 | Mugen Tsukuyomi (Arcanes lunaires infinis)                                                | 27 août 2015          |
| [Chapitre 676-677] — Madara lance le genjutsu des «Arcanes Lunaires Infinis» en direction de la Lune, pour placer les ninjas du monde entier sous son contrôle. Tous les ninjas de l’Alliance tombent en léthargie, sont enveloppés dans des cocons et accrochés à des branches du Shinju, à part l'équipe 7, protégée par le Susanô de Sasuke, et Obito, dont le corps est contrôlé par le Zetsu noir. Les «Arcanes lunaires infinis» à présent activés, tous les ninjas (hormis les Hokage réincarnés) y sont emprisonnés. Yamato, qui était à l'intérieur de Guruguru, est libéré, mais malheureusement, lui aussi victime de l'illusion. Note : Cet épisode clôt l’arc du combat contre Madara (2e partie) et débute l’arc filler des rêves des « Arcanes lunaires infinis ». |                                         |                          |                                                                                           |                       |
| 427 | Vers un monde onirique                  | 夢の世界へ               | Yume no sekai e (Vers un monde de rêves)                                                  | 3 septembre 2015      |
| Tenten, ayant en sa possession les trésors du Sage des six chemins rejetés hors de Madara lors de sa transformation, se lance à la poursuite de ce dernier afin de le sceller, mais en cours de route, elle est interrompue par l'activation des « Arcanes lunaires infinis », et enfermée à l'intérieur des cocons de l'Arbre Sacré. Réveillée dans le monde onirique, elle s'aperçoit que ses camarades sont différents de ceux qu'elle connait. Elle cherche par tous les moyens à briser l'illusion, mais ses efforts sont vains. |                                         |                          |                                                                                           |                       |
| 428 | La place de Tenten                      | テンテンの居場所         | Tenten no ibasho (Le foyer de Tenten)                                                     | 3 septembre 2015      |
| Forte des trésors du Sage des six chemins, Tenten décide d’en finir avec Madara et se lance à sa poursuite avant d’être interrompue dans sa mission. |                                         |                          |                                                                                           |                       |
| 429 | Killer Bee fait son show, 1er volet     | キラービー落風伝・天の巻 | Kirābī rappūden - Ten no maki (Chroniques du rap de Killer Bee - Le parchemin du ciel)    | 10 septembre 2015     |
| [Chapitre 678] — Killer Bee, ayant survécu à l'extraction de Hachibi grâce à la méthode de substitution qu’il avait déjà utilisée lors de son combat contre Sasuke, est aussi prisonnier des « Arcanes lunaires infinis ». |                                         |                          |                                                                                           |                       |
| 430 | Killer Bee fait son show, 2d volet      | キラービー落風伝・地の巻 | Kirābī rappūden - Ji no maki (Chroniques du rap de Killer Bee - Le parchemin de la terre) | 17 septembre 2015     |
| Killer Bee rêve qu’il lutte contre Akatsuki en faisant une coalition avec les autres hôtes, afin de protéger la princesse du château Rappu. |                                         |                          |                                                                                           |                       |
| 431 | Ce sourire                              | あの笑顔をもう一度       | Ano egao o mōichido (Revoir ce sourire une dernière fois)                                 | 24 septembre 2015     |
| Avant d'être enfermée dans le cocon de l'Arbre Sacré, Karin se remémore la période de son enfance, et les moments qu’elle a passés aux côtés d’Orochimaru et de Sasuke. Note : Cet épisode clôt l’arc filler des rêves des « Arcanes lunaires infinis ». |                                         |                          |                                                                                           |                       |